# マヤ神話
マヤ神話（マヤしんわ）とは、メソアメリカのユカタン半島などマヤ地域で伝承された神話である。紀元前1000年頃より始まり3－10世紀に繁栄したマヤ文明の人々が持っていた世界観を表したものとされる。スペインによる征服の歴史の中でマヤ文字の書物は大半が消失しており、現在明らかにされているマヤ神話は断片的である。

## 概観
あらゆるものに神を見いだす汎神的な世界観をもち、世界の四隅に住み異なる姿を持つ神チャクなどのほか、13の天に住む13の神、9の暗黒に住む9の神がいる。このほか、自然のエレメント（元素）、太陽や月などの天体、嵐や雨などの気候、トウモロコシ、ジャガーなど様々なものに固有の神々がおり、マヤ文明圏におけるそれら事象の重要性が示されている。
16世紀にスペインがマヤ地域を植民地化する際、同行した修道士ディエゴ・デ・ランダが現地の宗教を異端として、古代の神々への信仰を捨てさせるべくマヤ文字絵文書をことごとく焚書したため、現存するマヤ神話のオリジナル史料は非常に少ない。一方、征服者側のスペイン語によるマヤ地域の探検記録などは数も残っており、その中でグアテマラ地域にいた有力部族キチェ族の伝承や来歴について記された『ポポル・ヴフ（Popol Wuj）』が、現在まで伝わるマヤ神話の数少ない貴重な文献となっている。
『ポポル・ヴフ』では、始まりの神テペウとクグマッツが試行錯誤しながら人間の創造を果たすという創世神話と、伝説的英雄の双子フンアフプーとイシュバランケーが、悪しき神々を討伐していく英雄譚が収められている。この創世神話と英雄譚がマヤ神話の根幹となっており、話をモチーフとした彫刻もマヤ遺跡（チチェン・イッツァほか）で見られる。
マヤ遺跡からは生贄の儀式があったと思しき痕跡が複数見つかっているが、その裏付けとなる背景の一つに、生贄として自殺した者の魂を楽園に導くという女神イシュタムがマヤ神話の中に存在する。

## 創世神話
マヤ神話の文献『ポポル・ヴフ』では、テペウとクグマッツ（翼がある蛇の姿をした神。ククルカンとも呼ばれる）という2柱の神が、この世界や人間を創った創造主、最初から「在りて在る者」である。
天の心フラカンに遭遇したのち、2柱の神は話し合って大地を創ることにした。「水よ去れ、大地よ現れろ」と叫ぶと、水の中から地面が現れて山となり、谷や川が形成された。続いて二柱の神は動植物を創り上げた。しかし動物たちは言葉を話せず、神を崇めたり敬うこともしなかったので、神は自分たちを崇拝してくれる知性の高い種族、人間づくりに取りかかった。
最初に泥から人間を創ろうとしたが、柔らかくて目鼻も水に溶けてしまい失敗に終わった。木を素材にして創ると人間の形になったが、魂や知恵を持たない失敗作だったので、神は洪水を起こして彼らを滅ぼしてしまった。三番目にトウモロコシから創った男女4組は、テペウとクグマッツが望む叡智を備えていた。ただ世界の全てをも見通してしまうため、神々はあえて人間の目を曇らせて遠くまで見通せないようにした。
この最初の人類にキチェ族の始祖4人が含まれているという話が『ポポル・ヴフ』の内容で、人間の彼らが伝説の地トゥランを旅立って以降は、神話よりもキチェ族の歴史が主な記述となる。

## 英雄譚
詳細は「フンアフプーとイシュバランケー」を参照のこと。
もう一つ『ポポル・ヴフ』で語られているのが、双子のフンアフプーとイシュバランケーを主人公にした英雄譚である。 話の内容を大まかに分けると、英雄兄弟の出生の秘密、神に敵対する巨人族の討伐、冥界シバルバーの神々を退治して天に昇る話、の3つが描かれている。まだ神々が人間づくりを完了していない（大地と動植物は創造済）時代の話のため、登場人物はすべて神様となっている。
最終的に、フンアフプーとイシュバランケーは父親の仇を討って冥界を平定し、それぞれ太陽と月になって天に昇った。

## 主な神
- キニチ・アハウ - 太陽の神
- チャク - 雨の神
- フラカン - 風、嵐の神、創造神
- ユム・カアシュ - トウモロコシの神
- テペウ -　ナウア語で「王」の意[8]
- ククルカン - 翼を持った蛇の神。グクマッツ
- イシュムカネーとイシュピヤコック - 創造神
- イシュバランケー - ジャガーの神
- フン・アフプー
- フン・フンアフプー
- フナブ・クー - 創造神
- フン・カメーとヴクブ・カメー - 死の神
- イシュ・チェル - 月の神
- イシュタム - 自殺の神
- イツァムナー - Reptile Creator God
- ボロン・ツァカブ (Bolon tza cab) - Ruling God of All
- バカブ - 4つの方角の神
- ア・プチ
- アカン - 酒と酩酊の神